# Andrej Bitov

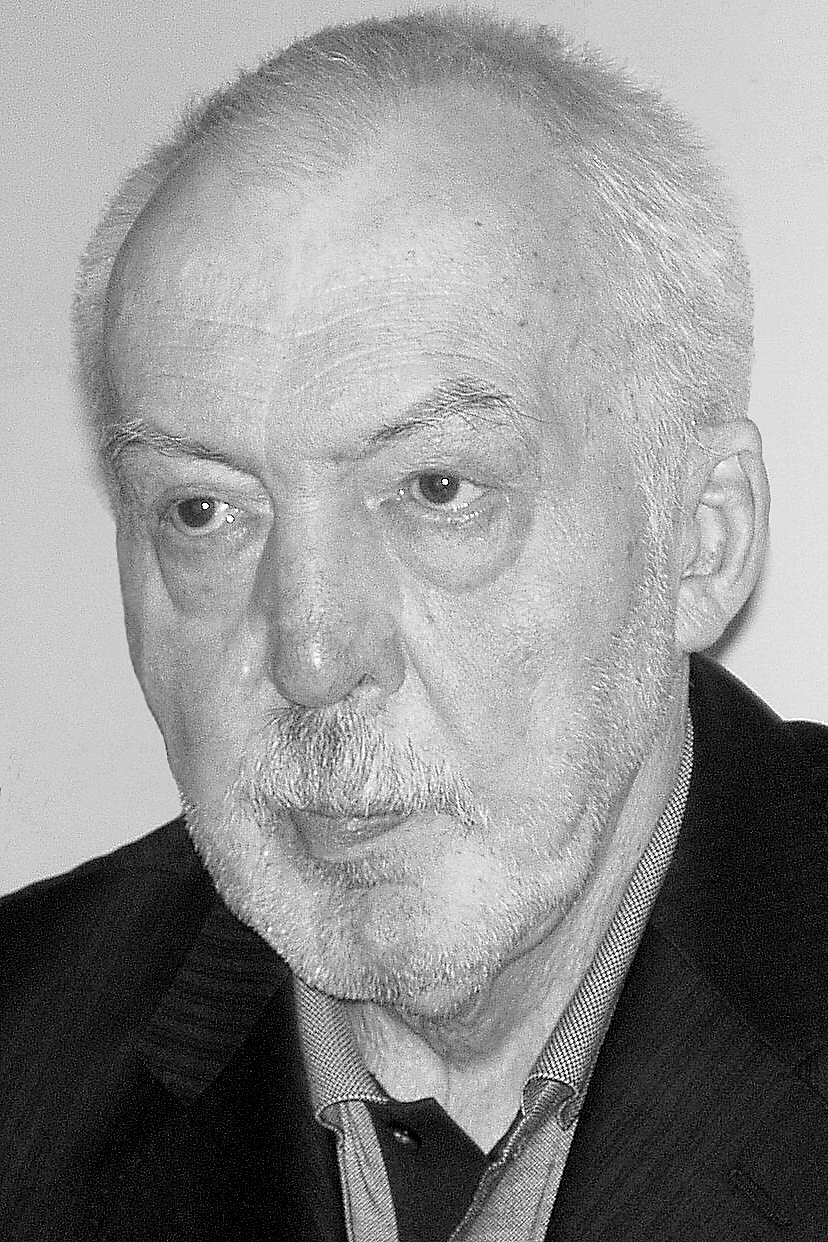
Andrej Bitov

Andrej Georgevitsj Bitov (Russisch: Андрей Георгиевич Битов) (Leningrad, 27 mei 1937 – Moskou, 3 december 2018) was een Russisch schrijver van Cirkassische afkomst. 

## Leven
Bitov werd geboren als de zoon van een architect en een juriste. Hij groeide op in Leningrad en werd tijdens het beleg van Leningrad naar de Oeral geëvacueerd. Van 1957 tot 1962 studeerde hij geologie in Leningrad. Vanaf 1959 publiceerde hij verhalen, later ook romans, essays en beperkt poëzie. 
In 1965 werd Bitov lid van de Bond van Sovjetschrijvers. In 1979 raakte hij samen met onder anderen Viktor Jerofejev, Vasili Aksjonov, Jevgeni Popov en Fazil Iskander uit de gratie vanwege zijn medewerking aan de schrijversalmanak Metropol, waarin ook werk werd gepubliceerd van relatief onbekende en in de Sovjet-Unie niet altijd geaccepteerde schrijvers. In 1986, tijdens de periode van perestrojka en glasnost, kon zijn werk weer in de Sovjet-Unie worden gepubliceerd. Zijn bekendste boek Het Poesjkinhuis, dat in Engelse vertaling al lang bestond, verscheen toen voor het eerst in het Russisch.  
Sinds de jaren negentig had Bitov zitting in tal van literaire commissies. Sinds 1992 was hij voorzitter van onder meer de Nabokov-stichting. Het voorzitterschap van het Russische PEN-centrum bekleedde hij sinds 1991.

## Werk
Bitov begon als experimenteel verhalenschrijver, maar verkreeg allengs vooral bekendheid met zijn latere (ook in het Nederlands vertaalde) romans Leven in weer en wind, Het Poesjkinhuis (1978) en Monachovs vlucht (1987). In zijn sfeerrijke romans en verhalen concentreerde Bitov zich nauwelijks op de uiterlijke handeling; de sociale thematiek ontbreekt vrijwel volledig in zijn werk. Hij beschreef vooral gevoelens van mensen, met name van de hedendaagse Russische intelligentsia, die in een psychologische of morele crisis verkeerden. Deze thematiek benaderde hij steeds vanuit een uitermate subjectief, bijna wijsgerig standpunt. Het merendeel van zijn werk is satirisch geladen. Bitov wordt, in het bijzonder door zijn ingenieuze schrijfstijl, beschouwd als verwant aan Vladimir Nabokov.
Het werk van Bitov verkreeg internationaal waardering en is vele malen bekroond, onder meer met de Poesjkin-prijs (1989), de Staatsprijs van de Russische Federatie (1992) en de Ivan Boenin-prijs (2008).

## In het Nederlands vertaald werk
- Het Poesjkinhuis, vert. Aai Prins, uitg. Bert Bakker, 1e druk 1989.
- Monachovs vlucht, vert. Aai Prins en Gerard Rasch, uitg. Bert Bakker, 1e druk 1991.
- Leven in weer en wind, vert. Gerard Rasch, uitg. Bert Bakker, 1e druk 1992